# 岩村通世
岩村通世（日语：／ Iwamura Michiyo，1883年8月21日—1965年3月13日），號素竹，為日本男司法官、律師，於太平洋戰爭至空襲東京時期就任司法大臣。父親為武士岩村通俊。榮譽為正三位勳一等瑞寶章。

## 生平
1882年，岩村通世生於東京府東京市神田區神保町，為武士岩村通俊五男，其二哥為海軍中將岩村俊武，八弟岩村一木，而堂弟是眾議院議長林讓治。由於年少時期父親通俊由司法大輔（現司法次官）轉為出任北海道初代長官，要到札幌工作，因此通世的童年在札幌度過。直到1889年，父親獲任命為農商務大臣而回到東京府，而通世就同籍貫地宿毛市，並入讀宿毛小學校。
1893年之後，他先後入讀高知市高知縣立第一中學校（現高知縣立高知追手前高等學校）及岡山縣的舊制第六高等學校，1910年畢業於東京帝國大學（現東京大學）獨法科。同年，他在司法官試補中取得合格成績，成為一名司法官，於甲府地方裁判所工作。1931年獲調任至名古屋地方裁判所檢事正。
1940年出任檢事總長，翌年七月獲得提拔，出任第三次近衛內閣的司法大臣，而在東條內閣中獲得留任。1944年東條內閣總請辭，岩村因而退任。1945年8月日本二戰投降，一個月後被遠東國際軍事審判以甲級戰犯懷疑者拘捕，收押於巢鴨監獄。三年後獲得無罪釋放。
釋放後一直以律師的身份活動，1949年出任東京家庭裁判所調停委員，之後又曾出任日本調停協會連合會理事長。晚年致力於文筆書法。1965年3月1日病逝，終年八十一歲。

## 家庭
妻名為三宅芳子（一名八重子），是三宅猶之丞的長女。兩人育有四男二女，分別是長男岩村通正（岡山大學農學部教授兼農學博士）、二男岩村竹俊（大日本帝國陸軍航空中尉，於1943年戰死）、三男岩村敏通、四男岩村保通、長女岩村猶子（後成為岩村一木長養女，加藤一生之妻）以及二女岩村澄子（後成為岩村一木次養女，許配給佐佐木榮一郎）。